# Medalha J.W. Graham
A  Medalha J.W. Graham (em inglês:  J.W. Graham Medal in Computing and Innovation) é uma premiação concedida anualmente pela Universidade de Waterloo e pela Faculdade de Matemática da Universidade de Waterloo, em "reconhecimento à liderança e diversas contribuições inovativas efetuadas na Universidade de Waterloo e para a indústria da computação canadense". Os laureados recebem uma medalha de ouro e um certificado. Os laureados são graduados da Faculdade de Matemática da Universidade de Waterloo.
A medalha foi estabelecida em 1994, em memória do veterano da indústria computacional canadense James Wesley Graham. Mais conhecido como Wes Graham, nasceu em Copper Cliff, Ontario, Canadá, em 17 de janeiro de 1932. Matriculou-se na Universidade de Toronto em 1950, graduando-se com o título de bacharel em matemática e física em 1954, com mestrado em matemática em 1955. Trabalhou como engenheiro de sistemas na IBM no Canadá; e depois aderiu ao corpo docente da Universidade de Waterloo em 1959. Uma equipe de seus alunos desenvolveu a série de compiladores WATFOR a partir de 1965. Graham formou um grupo de pesquisas em ciência da computação, conhecido como Computer Systems Group, designado a manter e distribuir o programa; e também foi responsável por diversas organizações, tal como a Watcom.
Foi membro da Ordem do Canadá em abril de 1999. Morreu naquele mesmo ano, em 23 de agosto de 1999. Em 2001, sua coleção de artigos foi aglutinada na J. Wesley Graham History of Computer Science Research Collection da biblioteca da Universidade de Waterloo.

## Laureados
As personalidades nomeadas a seguir foram laureadas com a Medalha J.W. Graham:
- 1995 - Ian McPhee
- 1996 - William Reeves
- 1997 - James Mitchell
- 1998 - Dan Dodge
- 1999 - Kim Davidson
- 2000 - Paul Van Oorschot
- 2001 - Terry Stepien
- 2002 - Peter Savich
- 2003 - F. David Boswell
- 2004 - David P. Yach
- 2005 - Garth Gibson
- 2006 - Deanne Farrar
- 2007 - Ricardo Baeza-Yates
- 2008 - Eric Veach
- 2009 - Craig Eisler
- 2010 - Steven Woods
- 2011 - Zack Urlocker
- 2012 - Stephen M. Watt